# Sully (Oise)
Sully település Franciaországban, Oise megyében. Lakosainak száma 166 fő (2022. január 1.). Sully Bazancourt, Ernemont-Boutavent, Escames, Fontenay-Torcy és Saint-Quentin-des-Prés községekkel határos.

## Népesség
A település népessége az elmúlt években az alábbi módon változott:
| Lakosok száma | 162  | 167  | 173  | 170  | 171  | 173  | 171  | 168  | 166  |
|               | 2013 | 2015 | 2016 | 2017 | 2018 | 2019 | 2020 | 2021 | 2022 |